# Lacs de Vens
Les lacs de Vens sont situés dans le massif du Mercantour, entre 2 286 m et 2 327 m d'altitude, sur la commune de Saint-Étienne-de-Tinée, dans le département français des Alpes-Maritimes.

## Géographie
Les lacs de Vens sont constitués d'une enfilade de cinq lacs principaux. Le plus grand, surplombé par le refuge de Vens, a une profondeur de 31 m.

## Accès
Les lacs de Vens sont accessibles aux randonneurs depuis le hameau du Pra (Saint-Dalmas-le-Selvage), le Gué de Vens sur la route du col de la Bonette ou depuis Saint-Étienne-de-Tinée.
Ils peuvent également être rejoints depuis le hameau de Ferrière (Ferrere coté italien) en empruntant le col du Fer (2684 mètres), point frontalier. 